# Franz Solan Schäppi
Franz Solan Schäppi OFMCap (* 16. Juli 1901 in Zürich; † 23. Juli 1981 in Luzern) war ein Schweizer Kapuziner und Missionswissenschaftler.

## Leben
Franz Solan Schäppi, Taufname Johannes, war Sohn des Johannes Schäppi und dessen Ehefrau Sophie, geb. Steinert.
Er besuchte ab 1916 das Gymnasium Immensee und trat am 12. September 1922 in den Kapuzinerorden in Luzern ein; seine zeitliche Profess erfolgte am 18. September 1923, die feierliche Profess am 18. September 1926. Von 1923 bis 1929 studierte er Theologie in Stans, Sitten, Freiburg, Zug und Solothurn und erhielt am 7. September 1929 seine Priesterweihe; anschließend war er Student der Missionswissenschaft an der Universität Münster und promovierte am 19. Dezember 1933 zum Doktor der Theologie.
Er lehrte als Dozent für Moraltheologie, zeitweilig auch für Kirchengeschichte und Kirchenrecht, von 1934 bis 1958 an der Ordensfakultät der Kapuziner in Solothurn und war von 1945 bis 1948 sowie von 1951 bis 1954 Provinzialminister der Schweizer Kapuziner, sowie von 1951 bis 1959 Definitor. Als Provinzialminister förderte er besonders die Hausmission sowie die spezielle Bauern- und Arbeiterseelsorge und visitierte in der Zeit vom 15. Juni 1947 bis 20. Februar 1948 afrikanische Missionen, denen er eine besondere Aufmerksamkeit schenkte.
1958 wurde er Superior in Rigi-Kaltbad mit der St.-Michaels-Kapelle und am 31. Juli 1959 erfolgte seine Ernennung zum Generaldefinitor des Kapuzinerordens in Rom, bis er im Juli 1970 nach Luzern zurückkehrte. Als Generaldefinitor wurde ihm wiederholt die Aufgabe übertragen, in Provinzen des Ordens die kanonische Visitation vorzunehmen oder den Provinzkapiteln vorzustehen.

### Wirken
Franz Solan Schäppi wirkte auch mit am Sammelwerk Wesentliche Seelsorge und war Mitredakteur der Neuen Zeitschrift für Missionswissenschaft. Durch Studienaufenthalte in London und Ostafrika erweiterte er seine sprachlichen und missionswissenschaftlichen Kenntnisse. Seiner Entschlossenheit verdankt das Wesemlinkloster in Luzern den gründlichen Um- und Neubau, der 1953 begonnen wurde. Grosse Verdienste erwarb er sich um die Neugründung der Kapuzinerstiftung Emaus bei Bremgarten, die am 30. April 1955 erfolgte.

## Ehrungen
Im Januar 1936 ernannte ihn die katholisch-theologische Fakultät der westfälischen Wilhelms-Universität Münster zum Ehrendoktor.

## Schriften (Auswahl)
- Die katholischen Missionsschulen des Tanganyika-Gebietes. Oberginingen 1936, archive.org.
- Die katholische Missionsschule im ehemaligen Deutsch-Ostafrika. Schöningh, Paderborn 1937.
- Die seelsorgliche Erziehung der Braut- und Eheleute im Beichtstuhl. Rex Verlag, Luzern 1942.
- Moderne Chirurgie und Seelsorge. Luzern: Rex Verlag, 1945.
- Moraltheologische Beleuchtung der (afrikanischen) Eingeborenen-Tänze. In: Neue Zeitschrift für Missionswissenschaften, Jg. 1, 1945. S. 204–216.